# 光葉魚藤
光葉魚藤（学名：Millettia nitida）为豆科老荊藤屬下的一个种。

## 扩展阅读
- 維基物種上的相關：光葉魚藤